# (38512) 1999 TU233
1999 TU233 (asteroide 38512) é um asteroide da cintura principal. Possui uma excentricidade de 0.17280890 e uma inclinação de 14.04742º.
Este asteroide foi descoberto no dia 3 de outubro de 1999 por LINEAR em Socorro.